# Edward Stettinius

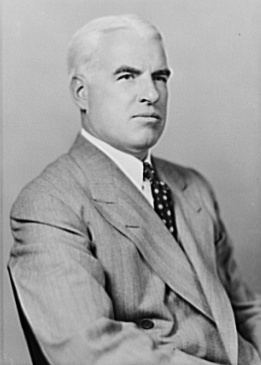
Edward Stettinius

Edward Reilly Stettinius (Chicago, 22 oktober 1900 – Greenwhich, 31 oktober 1949) was een Amerikaans industrieel en politicus.
In 1939 werd Stettinius voorzitter van de War Resources Board van president Franklin Delano Roosevelt. In 1941 en 1942 was hij belast met het toezicht op de uitvoering van de Leen- en Pachtwet en in 1944 was hij minister van buitenlandse zaken. Hij was aanwezig tijdens de Conferentie van Jalta, in 1945, als belangrijkste adviseur van Roosevelt.
Zijn belangrijkste optreden was echter zijn rol in de Conferentie van Dumbarton Oaks, waar de oprichting van de Verenigde Naties werd besproken. Hij zou later zijn ministersfunctie neerleggen om de eerste Amerikaanse ambassadeur bij de Verenigde Naties te worden.
Jefferson ·
Randolph ·
Pickering ·
Marshall ·
Madison ·
Smith ·
Monroe ·
Adams ·
Clay ·
Van Buren ·
Livingston ·
McLane ·
Forsyth ·
Webster ·
Upshur ·
Calhoun ·
Buchanan ·
Clayton ·
Webster ·
Everett ·
Marcy ·
Cass ·
Black ·
Seward ·
Washburne ·
Fish ·
Evarts ·
Blaine ·
Frelinghuysen ·
Bayard ·
Blaine ·
Foster ·
Gresham ·
Olney ·
Sherman ·
Day ·
Hay ·
Root ·
Bacon ·
Knox ·
Bryan ·
Lansing ·
Colby ·
Hughes ·
Kellogg ·
Stimson ·
Hull ·
Stettinius ·
Byrnes ·
Marshall ·
Acheson ·
Dulles ·
Herter ·
Rusk ·
Rogers ·
Kissinger ·
Vance ·
Muskie ·
Haig ·
Shultz ·
Baker ·
Eagleburger ·
Christopher ·
Albright ·
Powell ·
Rice ·
Clinton ·
Kerry ·
Tillerson ·
Pompeo ·
Blinken
- Bibliothèque nationale de France: cb130140342 (data)
- Gemeinsame Normdatei: 118798766
- International Standard Name Identifier: 0000 0001 0896 2659
- Library of Congress Control Number: n50022542
- Nationale Bibliotheek van Letland: 000008926
- MusicBrainz: 9c9f5d7f-00a7-4b4d-b4c9-973256a282a0
- National Archives and Records Administration: 10582938
- Nationale Bibliotheek van Tsjechië: xx0188408
- Nationale bibliotheek van Australië: 35319924
- Nationale Bibliotheek van Israël: 987007463424405171
- Nederlandse Thesaurus van Auteursnamen: 070488932
- LIBRIS: 235914
- SNAC: w63776wz
- Système universitaire de documentation: 03380947X
- Trove: 910418
- Virtual International Authority File: 46894803
- WorldCat: E39PBJfrQhdv86W4ymWgcRDH4q